# دحداح (اسم)
دحداح هو اسم علم مذكر من أصل عربي، ومعناه هو القصير.

## الأصل اللغوي
1. دَحداح: (اسم)
  - الجمع : دَحَادِيحُ
  - الدَّحْداحُ : الدُّحادِح
2. دَحدَح: (اسم)
  - الجمع : دَحادِحُ
  - الدَّحْدَحُ/الدِّحْدَحُ : الدُّحادِح

## وصلات خارجية
- موسوعة السلطان قابوس لأسماء العرب نسخة محفوظة 5 أبريل 2019 على موقع واي باك مشين.